# Максим ван Гилс
Максим ван Гилс (хол. Maxim Van Gils; 25. новембар 1999) белгијски је професионални бициклиста који тренутно вози за UCI ворлд тур тим Ред бул—Бора–ханзго. Освојио је по једном Сауди тур и Ешборн—Франкфурт класик, док је два пута возио Вуелта а Еспању и једном Тур де Франс, гдје је класификацију за најбољег младог возача завршио на десетом мјесту. Гран при Мигел Индураин је завршио једном на другом мјесту, а Флеш Валон и Страде Бјанке је по једном завршио на трећем мјесту.